# Uvarus omichlodes
Uvarus omichlodes är en skalbaggsart som beskrevs av Guignot 1957. Uvarus omichlodes ingår i släktet Uvarus och familjen dykare. Inga underarter finns listade i Catalogue of Life.